# IC 2277
IC 2277 је појединачна звијезда у сазвјежђу Рак која се налази на листи објеката дубоког неба у Индекс каталогу.
Деклинација објекта је + 18° 39' 0" а ректасцензија 8h 18m 32,5s.